# Груєцький повіт
Груєцький повіт (пол. powiat grójecki) — один з 37 земських повітів Мазовецького воєводства Польщі.
Утворений 1 січня 1999 року в результаті адміністративної реформи.

## Загальні дані
Повіт знаходиться у південній частині воєводства.
Адміністративний центр — місто Груєць.
Станом на 1.01.2008 населення становить 96 578 осіб, площа 1267,74 км².

## Демографія
Демографічні дані повіту станом на 30.06.2005:
|       | Всього | Всього | Жінки  | Жінки | Чоловіки | Чоловіки |
| ----- | ------ | ------ | ------ | ----- | -------- | -------- |
|       | осіб   | %      | осіб   | %     | осіб     | %        |
| Повіт | 96 524 | 100    | 48 812 | 50,6  | 47 712   | 49,4     |
| Міста | 32 295 | 100    | 16 823 | 52,1  | 15 472   | 47,9     |
| Села  | 64 229 | 100    | 31 989 | 49,8  | 32 240   | 50,2     |